# 1868 v dopravě
Tento článek obsahuje seznam událostí souvisejících s dopravou, které proběhly roku 1868.

## Události
- 27. dubna 1868

Byla zprovozněna železniční trať Bubny – Dejvice.
- 1. srpna 1868

Byla zprovozněna železniční trať Svatoňovice – Poříčí – Královec.
- 1. září 1868

Byla zprovozněna železniční trať Plzeň – České Budějovice.